# Przeznaczone do burdelu
Przeznaczone do burdelu (ang. Born into Brothels: Calcutta's Red Light Kids) – amerykański film dokumentalny z 2004 roku w reżyserii Zany Briski i Rossa Kauffmana. Tematem filmu jest życie dzieci indyjskich prostytutek w Sonagachi, dzielnicy czerwonych latarni w Kalkucie.
Obraz zdobył wiele prestiżowych nagród, m.in. Oscara za najlepszy film dokumentalny oraz główną nagrodę dla najlepszego dokumentu na Sundance Film Festival.

## Obsada
Grające siebie dzieci:
- Kochi
- Avijit
- Shanti Das
- Manik
- Puja Mukerjee
- Gour
- Suchitra
- Tapasi
- Mamuni